# Кирилло-Анновский сельский совет (Зеньковский район)
Кирилло-Анновский сельский совет (укр. Кирило-Ганнівська сільська рада) — входит в состав
Зеньковского района
Полтавской области
Украины.
Административный центр сельского совета находится в 
с. Кирилло-Анновка.

## Населённые пункты совета
- с. Кирилло-Анновка
- с. Макухи
- с. Николаевка
- с. Романы
- с. Шевченки
- с. Яцино-Окари